# Merkem
Merkem is een dorp in de Belgische provincie West-Vlaanderen en een deelgemeente van Houthulst, het was een zelfstandige gemeente tot aan de gemeentelijke herindeling van 1977. Merkem ligt in het westen van de gemeente, een zevental kilometer ten westen van het centrum van Houthulst. In oppervlakte is Merkem de grootste deelgemeente van Houthulst en beslaat bijna de helft van het grondgebied van de gemeente. De westgrens van Merkem wordt gevormd door de Martjevaart, de Ieperlee en de IJzer. In Merkem liggen enkele gehuchtjes, zoals Luigem, Drie Grachten, Kippe, De Bulthoek en 't Hoekske.

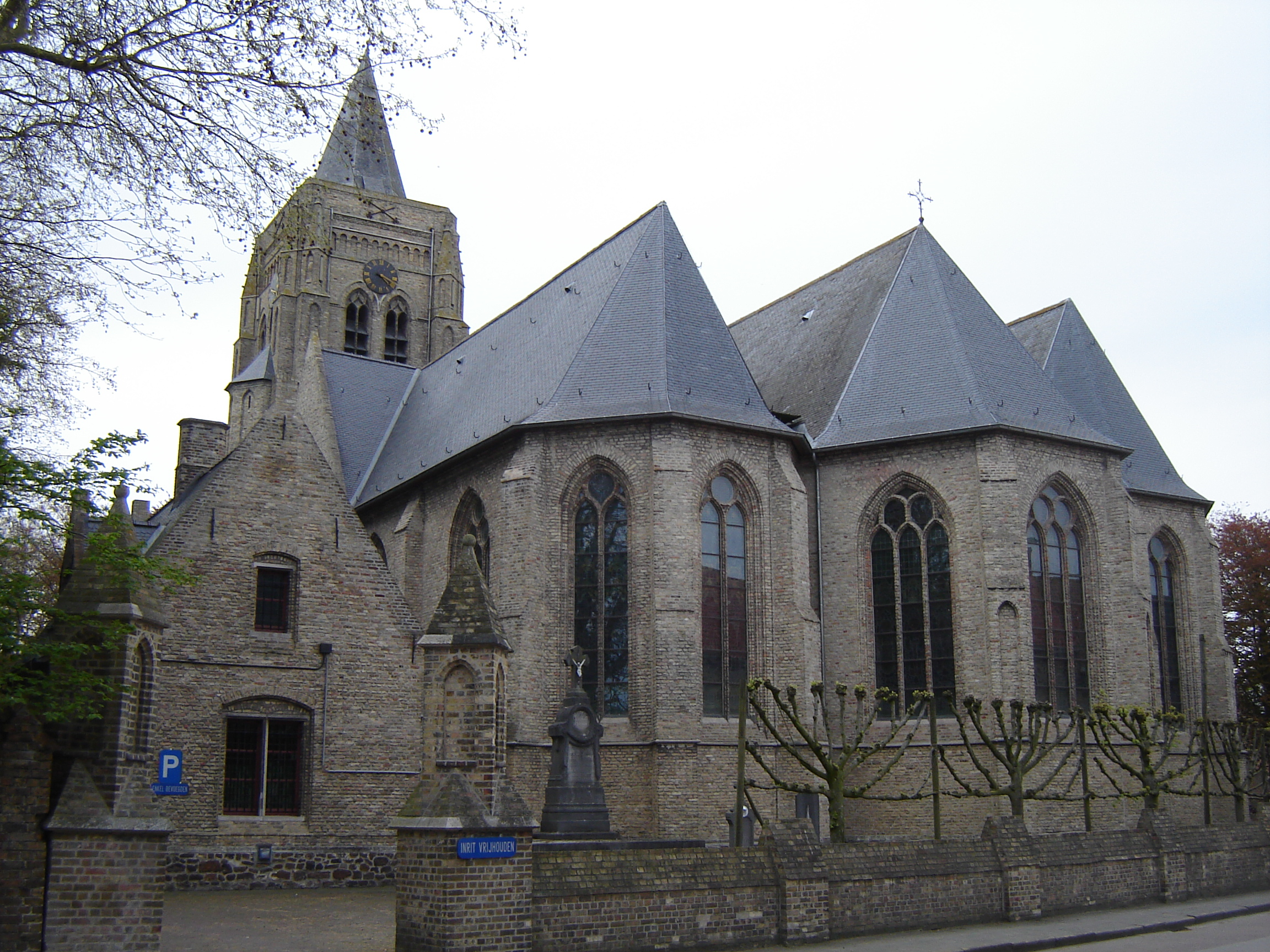
Sint-Bavokerk

## Geschiedenis
Reeds in de Romeinse tijd bevond er zich een nederzetting. In 1785 werd in de vijver van het kasteelpark een groot aantal romeinse medailles gevonden, waarvan de oudste uit de tijd van Lucius Verus stamt (2e eeuw n.Chr.) en de meeste uit de tijd van Alexander Severus (1e helft 3e eeuw n.Chr.). Op deze plaats heeft mogelijk een Romeinse villa, een tempel en een militair kampement gestaan. Ten noorden van Merkem loopt het tracé van een Romeins deverticulum dat oorspronkelijk van Steenvoorde tot Brugge liep: de Steenstraat. 
De naam Marckheim vindt men al terug in 869. De naam van het dorp verwijst naar de zuidgrens van Veurne-Ambacht, waar Merkem gelegen was. Merk of Mark betekent "grens" en hem staat voor "nederzetting".
Begin 12e eeuw werd te Merkem een benedictinessenklooster gesticht. Dit was waarschijnlijk aanvankelijk afhankelijk van de Abdij van Mesen, maar werd omstreeks 1180 een zelfstandige abdij.
Hoewel mogelijk ouder, werd de Sint-Bavokerk voor het eerst in 1050 vermeld. Tot 1107 behoorde deze toe aan de Abdij van Sint-Vaast te Atrecht, daarna aan de Abdij van Sint-Bertinus te Sint-Omaars.
Omstreeks 1130 werd de Hoge Motte opgeworpen, gelegen tussen de huidige Noord- en Zuidwallandstraat. De motte werd gebruikt voor een versterkte adellijke woning.
Van 1251-1265 werden kanalisatiewerken aan de Ieperlee uitgevoerd. Deze verloopt ten westen van Merkem.
In 1566 werd het klooster, de kerk en het kasteel tijdens de godsdiensttwisten verwoest. De zusters vertrokken naar hun refugiehuis te Ieper. De calvinisten hadden hun zetel vooral te Oostende, van waaruit ze plundertochten uitvoerden. De Spanjaarden bouwden een verdedigingslinie langs de IJzer, waaronder het Fort Knokke. Niettemin overvielen de geuzen in 1590 nog het klooster.
In 1604 werd Oostende door de Spaansgezinden veroverd en kwam aan de overvallen een einde. In 1668 kwam de kasselrij Veurne-Ambacht aan Frankrijk en werd Fort Knokke door Vauban uitgebouwd. In 1713 kwam het fort weer in handen van het Oostenrijks bewind en maakte het voortaan deel uit van een tegen Frankrijk gerichte linie.
In 1828 werd de Iepersteenweg aangelegd, de huidige N369. In 1837 werd het Zustersklooster van de Heilige Vincentius a Paulo gesticht.
Tijdens de Eerste Wereldoorlog werd het dorp, dat in de frontlinie lag, vrijwel geheel vernield. Dit gebeurde vooral in juli 1917, bij Franse beschietingen. Het Kasteel van Merkem werd door de Duitsers gebruikt als observatiepost. Van belang was de inundatie van De Blankaart, de IJzervallei en de vallei van de Ieperlee. Een deel van Merkem werd in 1917 door de Fransen heroverd. Herhaaldelijk probeerden de Duitsers de herovering ongedaan te maken, waarbij ook zenuwgas werd ingezet.
Op 17 april 1918 vond de Slag om Merkem plaats. Dit was een veldslag tijdens de Eerste Wereldoorlog, geleverd tussen Belgische en Duitse troepen, waarbij de Duitsers voor het laatst probeerden door te stoten naar de havens van Duinkerke en Calais. Snel liep deze aanval vast en op 28 september 1918 vond het eindoffensief plaats.
In de jaren '20 van de 20e eeuw vond de wederopbouw plaats.

## Demografische ontwikkeling
- Bronnen:NIS, Opm:1831 tot en met 1970=volkstellingen; 1976 = inwoneraantal op 31 december

## Natuur en landschap
Merkem ligt op de westgrens van Zandlemig Vlaanderen, op een hoogte van 5 tot 10 meter. Ten westen daarvan bevindt zich de polderstreek, met de Sint-Jansbeek, de Ieperlee en de IJzer. In het noorden bevindt zich het broekgebied De Blankaart.

## Bezienswaardigheden
- De Sint-Bavokerk dateert uit de eerste helft van de jaren twintig, toen ze werd heropgebouwd naar het model van de oude kerk die in de Eerste Wereldoorlog werd vernield.
- Het Borstbeeld van Sidronius Hosschius
- De Beukelaremolen
- De restanten van het voormalige Fort Knokke op de samenvloeiing van de IJzer en Ieperlee, in het uiterste westen van het grondgebied, op de grens met Reninge.
- De restanten van de Epernon-bunker, een Duitse bunker uit de zogenaamde Brabantlinie, met een gedenkplaat voor adjudant Jean Taymans.
- Het Kasteel van Merkem met park en tennisplein
- Kapel Onze-Lieve-Vrouw van Langewade
- Kapel Onze-Lieve-Vrouw van Milanen

## Politiek
Merkem had een eigen gemeentebestuur en burgemeester tot de gemeentelijke fusie van 1977. Burgemeesters waren:
- 1861-1896: Baron Charles de Coninck de Merckem
- 1907-1919: Baron Pierre de Coninck de Merckem
- 1920-1925: Jean-François Maes
- 1925-1963: Baron Pierre de Coninck de Merckem
  - 1942-1944: Marcel Hillewaere (oorlogsburgemeester)
- 1963-1967: Gomaar Maes
- 1967-1970: Hector Verstraete
- 1971-1976: Barones Françoise de Coninck de Merckem

## Geboren
- Sidronius Hosschius (1596-1653), jezuïet en dichter
- Daniël Loobuyck (1936-2018), missionaris in Congo
- Greet Verstraete (1985), actrice

## Nabijgelegen kernen
Woumen, Noordschote, Bikschote, Jonkershove